# Jakab Fruzsina
Jakab Fruzsina (Debrecen, 1995. Június 24.-) magyar politikus, közéleti szereplő, klímaaktivista. A Jövő Egyesület, valamint az LMP – Magyarország Zöld Pártja elnökségi tagja. 

## Életrajz
Gyermekkorát Mátészalkán töltötte, középiskolai tanulmányait is a városban, az Esze Tamás Gimnáziumban végezte. Jelenleg a Debreceni Egyetem biológia szakos hallgatója.

## Politikai pályafutása
A 2019-es magyarországi önkormányzati választáson a Momentum-Jobbik-LMP közös képviselőjelöltje volt Debrecen 20. egyéni választó kerületében. A szavazatok 17,55%-át sikerült megszereznie, ezzel a négy jelölt közül a harmadik helyen végzett, mandátumhoz nem jutott.
2020. február 8-án választották az LMP országos elnökségi tagjává.